# Parahovatoma
Parahovatoma är ett släkte av skalbaggar. Parahovatoma ingår i familjen långhorningar.
Kladogram enligt Catalogue of Life:
| Parahovatoma | \| \| Parahovatoma carmonai \| \| \| \| \| \| Parahovatoma gramreta \| \| \| \| |
|              | \| \| Parahovatoma carmonai \| \| \| \| \| \| Parahovatoma gramreta \| \| \| \| |
|              | Parahovatoma carmonai                                                           |
|              |                                                                                 |
|              | Parahovatoma gramreta                                                           |
|              |                                                                                 |